# Любовь и злоба
«Любовь и злоба», также «Любовь и злодейство» (хорв. Ljubav i zloba) — опера Ватрослава Лисинского в двух действиях, считается первой хорватской оперой. Премьера оперы состоялась 28 марта 1846 в Загребе. Хронологически Хорватия — вторая славянская страна после России, создавшая свою национальную оперу.

## Создание и постановка
Участники иллирийского движения длительное время обсуждали идею написания оперы по образцу первой славянской национальной оперы «Жизнь за царя» Михаила Глинки. Молодой Лисинский в это время уже был автором патриотической песни «Prosto zrakom ptica leti» — и поэтому эта миссия выпала именно ему. Виснер-Моргенштерн, учитель музыки, помогал Лисинскому с оркестровкой оперы.
Опера была написана к 1845 году, однако кровавые события 29 августа 1845, когда австрийские солдаты открыли огонь по членам национальной партии, вышедшим опротестовать результаты выборов, на год отсрочили постановку оперы.
Премьера состоялась в помещении Старой Мэрии в Загребе с огромным успехом. Главные роли исполняли молодые хорватские оперные певцы, сторонники иллирийского движения — 27-летняя Сидония Рубидо (хорв. Sidonija Rubido), Альберто Штрига (хорв. Alberto Ognjan Štriga) и Франьо Стазич (Franjo Stazić).

## Либретто
Действие происходит в начале 16-го века в Сплите.
Действие первое
Князь Велимир пообещал руку своей дочери Любицы дворянину Вукосаву. Однако у Любицу взаимная любовь с молодым Обреном. Вукосав узнает об этом и бросается на Обрена с мечом, однако Велимир их разнимает и запрещает обеим посещать его дом, на что Вукосав обещает отомстить. («Ja ti krvnu navješćam osvetu, Da uvrijede ne opraštam, znaj!»)
Действие второе
Любица и Обрен занимаются любовью. Их выслеживает Вукосав и доносит об этом Велимиру. Однако Велимир с гневом уходит. Тогда Вукосав приказывает слуге Бранко договориться с 12 разбойникам, чтобы те похитили Любицу, а Обрена убили.
Велимир заставляет Любицу написать Обрену письмо, в котором она бы ему отказала, однако в этот момент вторгаются разбойники и похищают всех трех — Обрена, Любицу и Велимира. Велимир признается, что он заставлял Любицу писать письмо. Вукосав радуется своему успеху, однако в этот момент появляется приятель Обрена дворянин Людевит с группой крестьян. Вукосав замахивается ножом на Любицу, однако ударить не успевает — в этот момент стреляет Людевит. Разбойники бегут, а освобожденные и их освободители прославляют Бога и Любовь: «Slava tebi na nebesi', Ljubav koj sveđ branio jesi. Tvoja učini milost sada, Ljubav zlobu da nadvlada.»